# Alice Palmer
Alice Palmer (Indianápolis, Indiana, 20 de junho de 1939 - 25 de maio de 2023) foi uma política dos Estados Unidos, ex-senadora estadual do Illinois pelo 13º distrito. Palmer foi editora da Review Press Black.
Em 21 de novembro de 1994, Palmer anunciou sua candidatura ao 2º distrito congressional do Illinois e, quando perdeu a eleição primária, apoiou Jesse Jackson, Jr..
Em 27 de junho de 1995, Palmer anunciou que iria concorrer para o Congresso e abriria mão da sua vaga no senado estadual em vez de concorrer a reeleição em 1996. Na semana seguinte, os jornais relataram que Palmer apoiava Barack Obama, que estava concorrendo a vaga deixada por Palmer no senado estadual e seria um dos favoritos para o cargo. No final de julho Obama lançou um comitê de campanha para concorrer ao senado estadual. Após perder a eleição para o Congresso dos Estados Unidos, Palmer pediu que Obama desistisse da candidatura ao senado estadual. Obama não desistiu e acabou sendo eleito.
Palmer endossou Hillary Clinton durante as primárias democratas de 2008.